# Obraz
Obraz (lat. buccae) je dio ljudskog lica. U vodoravnoj ravnini zauzima prostor između kuta usta do uha. Čini područje lica ispod očiju i između nosa i lijevog ili desnog uha.
Histološki je obraz sastavljen od šest slojeva. Počevši od vanjskog:
- koža
- masno tkivo
- pojas ždrijela
- obrazni mišić
- žlijezde
- sluznice usne šupljine

Obrazi se smatraju i kao odraz zdravlja. Čovjek s "ružičastim" obrazima često se smatra zdravim, a blijed čovjek bolesnim. 
Stoga brojne žene ističu obraz uporabom rumenila.